# Mara Švel-Gamiršek
Mara Švel-Gamiršek, auch Mara Schwell, (* 3. Januar, 1900 in Srijemska Mitrovica; † 7. Dezember 1975 in Zagreb) war eine jugoslawische Schriftstellerin kroatischer Herkunft.

## Leben
Mara Švel gehörte der Volksgruppe der Schokzen an. Nach Absolvierung der  Grundschule in ihrer Heimatstadt besuchte sie das Gymnasium in Sušak und begann anschließend Medizin zu studieren. Nach erfolgter Heirat brach sie dieses ab und wandte sich in der Folge der Literatur zu.

## Bedeutung
Mara Švel begann in den 40er Jahren in der Matica hrvatska Erzählungen zu veröffentlichen. Dabei verdienen ihre Novellen besonderes Interesse, die das Leben der kleinen, im Aussterben begriffenen kroatischen Volksgruppe der Schokzen beschreiben.

## Werke
- Luka i Marga; dt. Luka und Marga Ü.: Josip Bobek; in: Morgenblatt 55/1940
- Šuma i Šokci, Erzählungen, Zagreb 1940 (daraus dt. Aca und Ana, Leipzig 1942)
- Hrast, Zagreb 1942
- Portreti nepoznatih žena, Erzählungen, Zagreb 1942
- Priče za Sveu i Karen, Zagreb 1967
- Legende, Zagreb 1969
- Izabrana djela, 1970
- Ovim šorom Jagodo, Zagreb 1975

In der kroatischen Emigranten-Zeitschrift Hrvatska revija wurden 1976 mehrere Gedichte von ihr veröffentlicht.